# 狐尾黄耆
狐尾黄耆（学名：Astragalus alopecurus）是豆科黄芪属的植物。分布于阿尔泰山、俄罗斯、西伯利亚、中亚以及中国大陆的新疆等地，生长于海拔1,200米至1,700米的地区，多生长在河岸或沟坡上，目前尚未由人工引种栽培。